# Penisola Byers

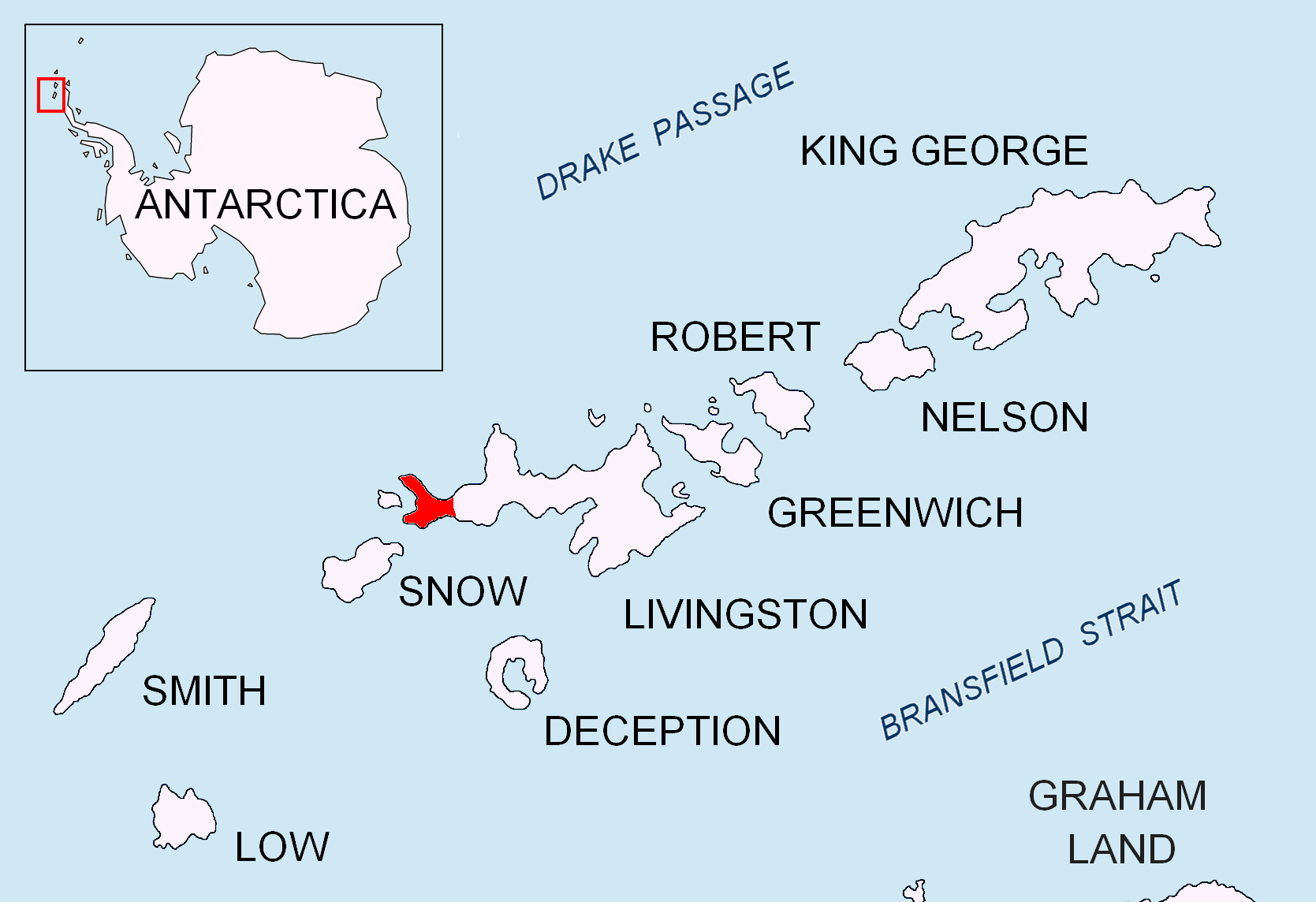
Posizione della penisola di Byers nelle isole Shetland meridionali.

La penisola Byers costituisce l'estremità occidentale dell'isola Livingston, parte delle isole Shetland meridionali, nell'Oceano Antartico. Prevalentemente libera da ghiacci durante il corso dell'anno, ha una superficie di circa 60 km2 e ospita più di sessanta corsi d'acqua di fusione e altrettanti laghi, in particolare il lago Midge, il lago Limnopolar e il lago Basalt. La penisola Byers costituisce un'area di protezione speciale ai sensi del trattato Antartico e richiede speciali autorizzazioni per l'ingresso.

## Storia
Il nome della penisola fu scelto dal Comitato britannico per i toponimi antartici nel 1958 in onore di James Byers, un armatore di New York che nell'agosto 1820 tentò senza successo di indurre il governo degli Stati Uniti a prendere possesso delle Isole Shetland meridionali e a fondare un insediamento sul territorio.
All'inizio del XIX secolo la zona fu frequentata da cacciatori di foche statunitensi e britannici, principalmente provenienti da New England, New York e Inghilterra. Tali cacciatori costruirono insediamenti e rifugi sulla penisola, alcuni dei quali, come quelli a Sealer Hill e Lair Point, sono ancora oggi preservati.

## Area Specialmente Protetta dell'Antartide

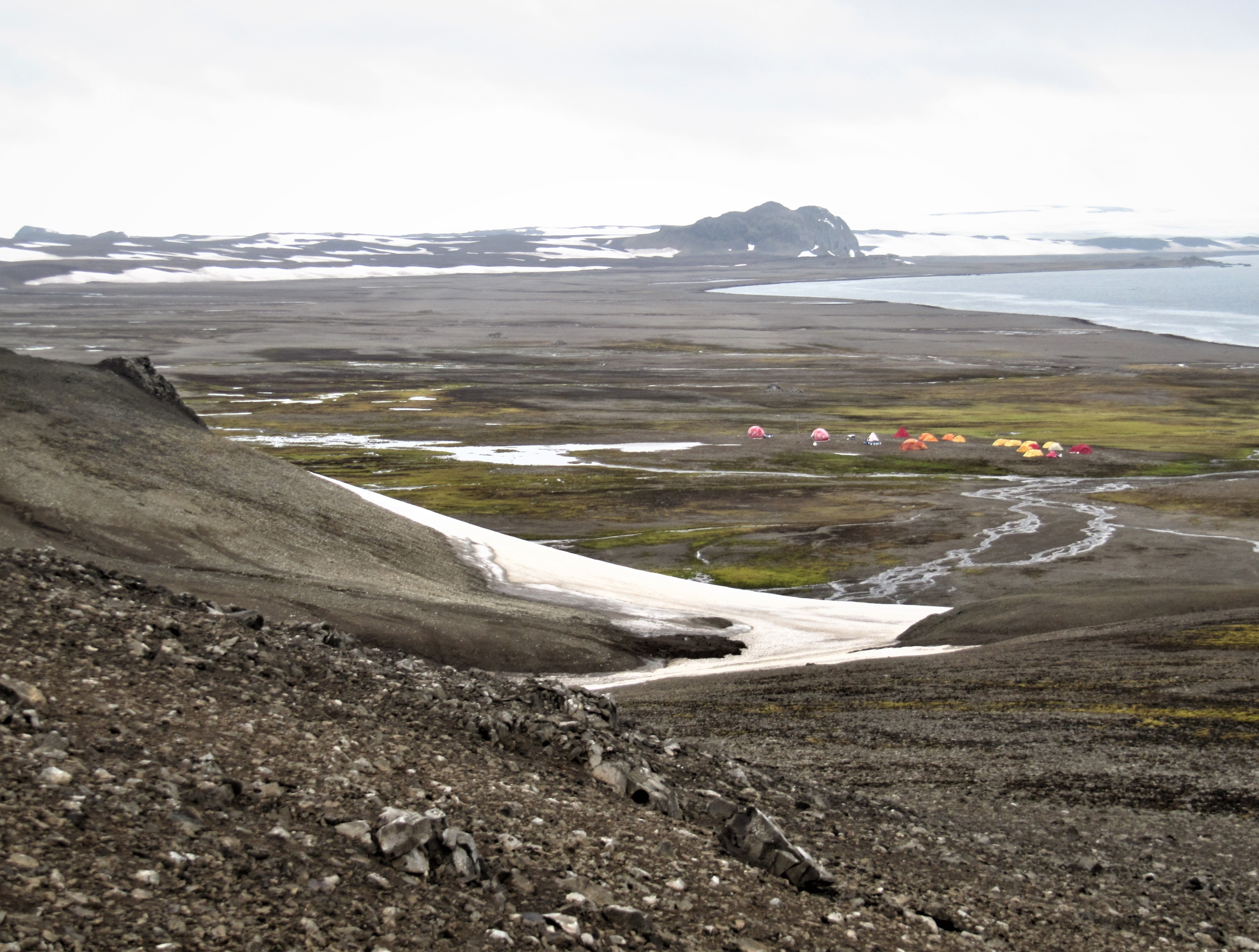
Spiagge meridionali sulla penisola Byers.

La penisola è stata designata Area Specialmente Protetta dell'Antartide (ASPA 126) per il suo eccezionale valore in termini di biodiversità e per una serie di altri fattori sia scientifici (in termini di limnologia, ornitologia, paleolimnologia, geomorfologia e geologia) che archeologici. Infatti, per quanto riguarda la biodiversità, la vegetazione è diversificata e ben sviluppata; i numerosi laghi e stagni d'acqua dolce costituiscono l'areale degli insetti Parochlus steinenii e Belgica antarctica, mentre le spiagge ospitano ossa fossili di balena particolarmente ben conservate. Per quanto riguarda il valore storico, invece, nella penisola si trova la più grande concentrazione di siti storici del continente antartico, costituita da resti di rifugi dei primi cacciatori di foche e di manufatti legati alla loro professione, nonché da relitti di spedizioni di caccia alla foca dell'inizio del XIX secolo.
Maggiori restrizioni di accesso sono state assegnate a due zone della penisola: il promontorio Ray e il Rotch Dome, considerate di particolare importanza scientifica per la microbiologia antartica, con l'obiettivo di prevenire la contaminazione microbica o di altro tipo da parte dell'attività umana.

## Important Bird Area
Il territorio della penisola Byers è stato identificato come Important Bird Area (IBA) da BirdLife International in quanto ospita colonie di sterne antartiche (1760 coppie) e di gabbiani del Kelp (450 coppie). Tra gli altri uccelli che nidificano sulla penisola si ricordano i pigoscelidi antartici, i pinguini Papua, gli uccelli delle tempeste pancianera e di Wilson, le procellarie del Capo, le ossifraghe del sud, i cormorani imperiali, gli stercorari antartici e i chioni bianchi.